# Locomotiva SB 32c
La locomotiva 32c della Südbahn era una locomotiva a vapore a tender separato, alimentata a carbone, progettata per la trazione di treni merci. Dopo la prima guerra mondiale e il conseguente smembramento del parco Südbahn, il gruppo fu spartito fra diverse amministrazioni ferroviarie nazionali.

## Storia
Le locomotive del gruppo furono costruite dal 1884 al 1900 per conto della Südbahn, per complessive 73 unità. Furono impiegate sulle linee del Semmering, del Tirolo, della Val Pusteria, del Carso e dell'Ungheria.
In seguito alla sconfitta dell'Austria nella prima guerra mondiale, e alla conseguente spartizione del parco Südbahn, le 32c furono divise: le FS italiane le immatricolarono in numero di 29 unità nel "gruppo 292" con i numeri progressivi 001-029. Le macchine entrate a far parte del parco FS erano in maggioranza di costruzione StEG; una parte minore era uscita dalle fabbriche Wiener Neustadt e Floridsdorf. Le locomotive assegnate all'Italia restarono in servizio fino alla fine degli anni venti ed entro il 1930 furono in buona parte radiate; le 292.015, 020 e 029 raggiunsero in servizio il 1932 e la 292.007, prodotta dalla StEG, il 1934.
Quanto a quelle rimaste in servizio in Austria fino alla metà degli anni trenta entrarono nel parco delle BBÖ (ferrovie austriache) come gruppo 58.01-20 mentre altre 18 unità vennero assegnate alle ferrovie ungheresi (MÁV) ove assunsero il numero di gruppo 333 e i progressivi 001-018 restando in servizio fino al 1966. Una unità entrò a far parte del parco DR in seguito all'annessione dell'Austria da parte della Germania nazista nel 1938.

## Conservazione museale
La locomotiva 32c n.1665, costruita nel 1895 è custodita, non funzionante, al Museo della Tecnica di Vienna (Eisenbahnmuseum Strasshof).

## Caratteristiche
Le locomotive 32c erano macchine a vapore saturo, a 2 cilindri a semplice espansione. La caldaia aveva una pressione massima di esercizio di 11 bar ed un fascio tubiero, composto da 191 tubi della lunghezza di 3.240 mm e del diametro di 40/45 mm ciascuno, la cui superficie di riscaldamento totale raggiungeva 118 m². A questa si aggiungevano 9,5 m² di superficie di riscaldamento costituiti dalla sezione posta al di sopra del cielo del forno la cui graticola aveva la superficie di 1,8 m².
Il motore era a 2 cilindri a semplice espansione; ogni cilindro aveva il diametro di 420 mm e compiva una corsa di 610 mm. 
Le scorte di acqua del tender erano di 10,7 m³ di acqua e di 5,9 t di carbone e ciò garantiva una buona autonomia di servizio.
Il dispositivo frenante era a vuoto (quello più diffuso nelle ferrovie austriache).